# Liste der Kulturdenkmale in Langebrück
Die Liste der Kulturdenkmale in Langebrück umfasst sämtliche Kulturdenkmale der Dresdner Gemarkung Langebrück. Die Anmerkungen sind zu beachten.
Diese Liste ist eine Teilliste der Liste der Kulturdenkmale in Dresden.

Diese Liste ist eine Teilliste der Liste der Kulturdenkmale in Sachsen.

## Legende
- Bild: Bild des Kulturdenkmals, ggf. zusätzlich mit einem Link zu weiteren Fotos des Kulturdenkmals im Medienarchiv Wikimedia Commons. Wenn man auf das Kamerasymbol klickt, können Fotos zu Kulturdenkmalen aus dieser Liste hochgeladen werden:
- Bezeichnung: Denkmalgeschützte Objekte und ggf. Bauwerksname des Kulturdenkmals
- Lage: Straßenname und Hausnummer oder Flurstücknummer des Kulturdenkmals. Die Grundsortierung der Liste erfolgt nach dieser Adresse. Der Link (Karte) führt zu verschiedenen Kartendiensten mit der Position des Kulturdenkmals. Fehlt dieser Link, wurden die Koordinaten noch nicht eingetragen. Sind diese bekannt, können sie über ein Tool mit einer Kartenansicht einfach nachgetragen werden. In dieser Kartenansicht sind Kulturdenkmale ohne Koordinaten mit einem roten bzw. orangen Marker dargestellt und können durch Verschieben auf die richtige Position in der Karte mit Koordinaten versehen werden. Kulturdenkmale ohne Bild sind an einem blauen bzw. roten Marker erkennbar.
- Datierung: Baubeginn, Fertigstellung, Datum der Erstnennung oder grobe zeitliche Einordnung entsprechend des Eintrags in der sächsischen Denkmaldatenbank
- Beschreibung: Kurzcharakteristik des Kulturdenkmals entsprechend des Eintrags in der sächsischen Denkmaldatenbank, ggf. ergänzt durch die dort nur selten veröffentlichten Erfassungstexte oder zusätzliche Informationen
- ID: Vom Landesamt für Denkmalpflege Sachsen vergebene, das Kulturdenkmal eindeutig identifizierende Objekt-Nummer. Der Link führt zum PDF-Denkmaldokument des Landesamtes für Denkmalpflege Sachsen. Bei ehemaligen Kulturdenkmalen können die Objektnummern unbekannt sein und deshalb fehlen bzw. die Links von aus der Datenbank entfernten Objektnummern ins Leere führen. Ein ggf. vorhandenes Icon  führt zu den Angaben des Kulturdenkmals bei Wikidata.

## Langebrück
| Bild                                    | Bezeichnung                                                                       | Lage                                | Datierung | Beschreibung | ID       |
| --------------------------------------- | --------------------------------------------------------------------------------- | ----------------------------------- | --- | --- | -------- |
| Weitere Bilder                          | Ludwig-Jahn-Denkmal                                                               | Albert-Richter-Straße (Karte)       | 1911 (Gedenkstein) | Gedenkstein für Friedrich Ludwig Jahn; Stein mit Relieftafel, bezeichnet 1911, ortsgeschichtlich bedeutend. | 09284784 |
|                                         | Mietvilla mit Einfriedung                                                         | Albert-Richter-Straße 10 (Karte)    | um 1900 (Mietvilla) | gepflasterter Zugang zwischen Tor und Eingangstür, charakteristischer, versachlichter Bau der Architektur nach 1900, bemerkenswert auch die Ausstattung aus der Entstehungszeit, baugeschichtlich und stadtentwicklungsgeschichtlich bedeutsam. | 09284567 |
|                                         | Mietvilla                                                                         | Albert-Richter-Straße 12 (Karte)    | um 1900 (Mietvilla) | großer, breitgelagerter Bau, schlichte Putzfassade, Ansicht geprägt durch Turm, große Seitenrisalite, verglaste Holzloggia und Veranda, zeittypischer Bau um 1900, baugeschichtlich und stadtentwicklungsgeschichtlich von Bedeutung. | 09284772 |
|                                         | Wohnhaus in offener Bebauung                                                      | Badstraße 3 (Karte)                 | um 1912 (Wohnhaus) | markanter Bau der versachlichten Architektur nach 1900 mit sparsamer, akzentuierender Fassadengestaltung, vor allem baugeschichtlich und stadtentwicklungsgeschichtlich bedeutend. | 09284683 |
|                                         | Mietvilla mit Einfriedung                                                         | Beethovenstraße 3 (Karte)           | um 1895 (Mietvilla) | schlichter, zeittypischer Mietvillenbau vom Ende des 19. Jh., ausgebautes Dachgeschoss mit Zwerchhaus, Mittelrisalit mit die Ansicht bestimmenden hölzernen Balkonen, baugeschichtlich und stadtentwicklungsgeschichtlich von Bedeutung. | 09284776 |
|                                         | Mietvilla mit Einfriedung                                                         | Beethovenstraße 5 (Karte)           | um 1900 (Mietvilla) | historisierender, repräsentativer Mietvillenbau der Jahrhundertwende, mit Putzfassade und Zierfachwerk, holzüberdachtes Eingangstor, baugeschichtliche und stadtentwicklungsgeschichtlich Bedeutung. | 09284778 |
|                                         | Mietvilla mit Einfriedung in Ecklage                                              | Beethovenstraße 9 (Karte)           | um 1890 (Mietvilla) | schlichter Putzbau mit Natursteingliederung, zeittypisch für Ende des 19. Jh., Lage durch verbrochene Ecke und turmartige Überhöhung betont, baugeschichtlich und stadtentwicklungsgeschichtlich von Bedeutung. | 09284781 |
|                                         | Wohnhaus                                                                          | Beethovenstraße 10 (Karte)          | um 1885 (Wohnhaus) | Putzbau mit aufwändiger hölzerner Veranda, Natursteinsockel, ausgebautem Satteldach und Zwerchhaus, Anklänge an Schweizerhausstil, baugeschichtlich und stadtentwicklungsgeschichtlich von Bedeutung. | 09284777 |
|                                         | Mietvilla mit Einfriedung und Pavillon                                            | Beethovenstraße 14 (Karte)          | um 1890 (Mietvilla) | charakteristisches Villenanwesen des späten 19. Jahrhunderts, Bauten historisierend, baugeschichtlich und stadtentwicklungsgeschichtlich von Bedeutung und straßenbildprägend. Mietvilla mit hölzernem Gartenpavillon und Einfriedung, einst von Gutsbesitzer Moritz Claus bewohnt. | 09284780 |
|                                         | Mietvilla                                                                         | Bergerstraße 1 (Karte)              | um 1890 (Mietvilla) | zeittypischer, schlichter Mietvillenbau mit Putzfassade, Satteldach, Mittelrisalit mit Zwerchhaus und verglasten Holzbalkonen, Klinkerakzente, baugeschichtlich und stadtentwicklungsgeschichtlich von Bedeutung. | 09284702 |
|                                         | Mietvilla in Ecklage mit Hinterhaus und Heckeneinfriedung                         | Bergerstraße 5 (Karte)              | um 1890 (Mietvilla) | repräsentativer Mietvillenbau mit historisierenden Elementen, verputztes Erdgeschoss, Klinkerfassade im Obergeschoss, hölzerne, teilweise verglaste Balkone, baugeschichtlich und stadtentwicklungsgeschichtlich von Bedeutung. | 09284711 |
|                                         | Mietvilla mit Einfriedung                                                         | Bergerstraße 7 (Karte)              | um 1890 (Mietvilla) | charakteristischer Villenbau vom Ende des 19. Jh., dominiert von aufwendigem Dach, Giebeln und Turmanbau, historisierende Elemente, hölzerne Anbauten, Erker, baugeschichtlich und stadtentwicklungsgeschichtlich von Bedeutung. | 09284713 |
|                                         | Wohnhaus                                                                          | Bergerstraße 10 (Karte)             | um 1885 (Sommerhaus/ Wochenendhaus) | Sommerhaus mit teilweise offenen Holzvorbauten, baugeschichtlich und stadtentwicklungsgeschichtlich von Bedeutung. | 09284704 |
|                                         | Mietvilla in Ecklage                                                              | Bergerstraße 12 (Karte)             | um 1890 (Mietvilla) | zeittypischer Mietvillenbau mit historisierenden Elementen, verputztes Erdgeschoss, Klinkerfassade im Obergeschoss, hölzerne Anbauten, baugeschichtlich und stadtentwicklungsgeschichtlich von Bedeutung. Herrschaftliche Mietvilla, frei stehend, von 1894 bis zu seinem Tod 1937 von Landschaftsmaler Karl Hanns Taeger bewohnt. | 09284712 |
|                                         | Mietvilla                                                                         | Bergerstraße 15 (Karte)             | um 1890 (Mietvilla) | historisierendes Gebäude mit roter Klinkerfassade, geprägt durch Seitenrisalit mit dekorativem Schweifgiebel, seitlich hölzerne Balkone, baugeschichtlich und stadtentwicklungsgeschichtlich bedeutend. | 09284717 |
|                                         | Villa                                                                             | Bergerstraße 16 (Karte)             | um 1890 (Villa) | historisierendes, einstöckiges Gebäude mit gelber Klinkerfassade und Mansarddach, geprägt durch Eingangshäuschen, Mittelrisalit mit Attikazone und Akroterien, baugeschichtlich und stadtentwicklungsgeschichtlich bedeutend. | 09284715 |
|                                         | Mietvilla mit Einfriedung                                                         | Bergerstraße 18 (Karte)             | um 1900 (Mietvilla) | zeittypischer, schlichter Mietvillenbau mit Putzfassade und Klinkerakzenten, hölzerne Balkone, baugeschichtlich und stadtentwicklungsgeschichtlich von Bedeutung. | 09284722 |
|                                         | Mietvilla mit Einfriedung                                                         | Bergerstraße 20 (Karte)             | um 1890 (Mietvilla) | Anklänge an Schweizerhausstil, schlichter Putzbau geprägt durch Schwebegiebel und hölzerne Anbauten, baugeschichtlich und stadtentwicklungsgeschichtlich von Bedeutung. | 09284721 |
|                                         | Mietvilla mit Einfriedung                                                         | Bergerstraße 22 (Karte)             | um 1890 (Mietvilla) | schlichter Putzbau mit Mittelrisalit, geprägt durch Schwebegiebel, hölzerne Anbauten und straßenseitigen Standerker, baugeschichtlich und stadtentwicklungsgeschichtlich von Bedeutung. | 09284720 |
|                                         | Mietvilla mit Einfriedung                                                         | Blumenstraße 4 (Karte)              | um 1895 (Mietvilla) | historisierender Putzbau der Jahrhundertwende, aufwendiges Portal, Sockel und Gliederungselemente in Naturstein, baugeschichtlich von Bedeutung. | 09284775 |
|                                         | Zwei Gebäude eines ehemaligen Bauernhofes                                         | Bruhmstraße 4; 4h (Karte)           | um 1850 (Wohnhaus) | schlichte, zweistöckige Gebäude mit ausgebautem Satteldach, Putzfassaden und Natursteingewänden, baugeschichtlich von Bedeutung. | 09284790 |
|                                         | Wohnhaus in offener Bebauung mit Einfriedung                                      | Bruhmstraße 7 (Karte)               | 1890er Jahre (Wohnhaus) | zeittypisches Gebäude mit Natursteinsockel, verputztem Erdgeschoss, Klinkerfassade im Obergeschoss und Mansarddach, geprägt von Risalitgiebel und verglasten Holzloggien, baugeschichtlich und stadtentwicklungsgeschichtlich von Bedeutung. | 09284789 |
|                                         | Villa mit Einfriedung                                                             | Bruhmstraße 12 (Karte)              | um 1908 (Villa) | markanter Villenbau geprägt vom Reformstil der Zeit um 1910, dominiert von stark gestaffeltem, hohen Dach, zurückhaltender Putzgliederung und dezenten Schmuckformen, baugeschichtlich und stadtentwicklungsgeschichtlich von Bedeutung. | 09284787 |
|                                         | Villa Sidonie                                                                     | Bruhmstraße 13 (Karte)              | um 1895 (Villa), um 1905 (Pergola) | Villa mit Garten, Pergola und Teeplatz; repräsentativer, stark gestaffelter Bau mit Erkern, Turmanbau, Putzfassade und Zierfachwerk, parkähnlicher Garten, baugeschichtlich und stadtentwicklungsgeschichtlich bedeutend. Villa Sidonie mit Garten (Flurstück 970), Teeplatz und Pergola, Mauerbögen mit Säulen und Sitzgelegenheiten, im Auftrag des Dresdner Fabrikanten C. Hildebrandt erbaut, nach 1945 als „Haus der Gemeinschaft“ Sitz verschiedener Vereine. | 09284774 |
|                                         | Bahnhof Langebrück                                                                | Dresdner Straße (Karte)             | um 1900 (Empfangsgebäude) | Bahnhofsgebäude der Eisenbahnstrecke Görlitz–Dresden (6212, sä. GD) Putzbau mit teilweise Verbretterung, ortsgeschichtlich und verkehrsgeschichtlich von Bedeutung. | 09284804 |
|                                         | Mietshausgruppe                                                                   | Dresdner Straße 1a; 3; 5; 7 (Karte) | um 1900 (Mietshaus) | Mietshausgruppe, in Dresdner Straße 5 Fleischerei mit originaler Ausstattung; historisierende Bauten mit Eckturm, Erker, Treppengiebel usw., baugeschichtlich und stadtentwicklungsgeschichtlich bedeutend. Gebäudegruppe bestehend aus vier Mietshäusern, historische Bauten mit Eckturm, 1845 Umbau von altem Vogelstellerhaus zum Gasthof, von 1883 bis 1897 „Hennigs Restauration“, nach Teilabriss als Bahnhofshotel mit Restaurant, Fremdenzimmern und Gesellschaftssaal, nach dessen Schließung 1947 Sitz der Gemeindeverwaltung und als Mietshaus genutzt, 2009 Umbau zur Appartement-Wohnanlage mit Restauration der historischen Bausubstanz. | 09284809 |
|                                         | Doppelwohnhaus in offener Bebauung                                                | Dresdner Straße 6; 8 (Karte)        | Ende 19. Jh. (Doppelwohnhaus) | mit Laden, ländliche Wohnbauten mit Putzfassade, Fachwerkgiebel und Satteldach, baugeschichtlich von Bedeutung. | 09284803 |
|                                         | Bahnhofswirtschaft (ehem.)                                                        | Dresdner Straße 10 (Karte)          | um 1850 (Gaststätte) | Ehem. Bahnhofswirtschaft; stattlicher Bau mit Putzfassade im zeittypischen Rundbogenstil, Satteldach, am Bahndamm gelegen, ortsgeschichtlich und baugeschichtlich von Bedeutung. | 09284801 |
|                                         | Wohnhaus in offener Bebauung und Ecklage                                          | Dresdner Straße 13 (Karte)          | um 1850 (Wohnhaus) | ländliches Wohnhaus mit Putzfassade und Satteldach, historisierende Elemente, baugeschichtlich von Bedeutung. | 09284799 |
|                                         | Wohnhaus in offener Bebauung und Ecklage                                          | Dresdner Straße 15 (Karte)          | um 1850 (Wohnhaus) | ländliches Wohnhaus mit Putzfassade und Satteldach, baugeschichtlich von Bedeutung. | 09284798 |
|                                         | Postamt Langebrück                                                                | Dresdner Straße 17 (Karte)          | 1899 (Post) | Ehemaliges Postgebäude in Ecklage; später als Mietshaus genutzt, Gebäude mit turmartiger Betonung der Ecklage, historisierende Putzfassade mit rekonstruierter Aufschrift »Kaiserliches Postamt«, ortsgeschichtlich und baugeschichtlich von Bedeutung, straßenbildprägend. Seit 1899 örtliches Postamt, 1945 evakuiert mit großen Bestandsverlusten, 1998 geschlossen, später als Mietshaus genutzt. | 09284791 |
|                                         | Mietvilla mit Einfriedung                                                         | Dresdner Straße 21 (Karte)          | um 1890 (Mietvilla) | repräsentativer, zeittypischer Mietvillenbau mit Putzfassade, Natursteinsockel und Putznutung im Erdgeschoss, Zierfachwerk, baugeschichtlich und stadtentwicklungsgeschichtlich von Bedeutung. | 09284793 |
|                                         | Villa mit Einfriedung                                                             | Dresdner Straße 23 (Karte)          | bezeichnet 1891 (Villa) | Ansicht geprägt von farbig gestaltetem, straßenseitig Turmaufbau, seitliche Schwebegiebel und Zierfachwerk, baugeschichtlich und stadtentwicklungsgeschichtlich von Bedeutung. | 09284795 |
|                                         | Mietvilla mit Kutscherhaus und Einfriedung                                        | Dresdner Straße 24 (Karte)          | um 1890 (Mietvilla) | markantes Gebäude um 1890, dominiert von straßenseitigem, aufwendigem Holzerker, zeittypische Putzfassade mit Klinkergliederung, baugeschichtlich und stadtentwicklungsgeschichtlich von Bedeutung. | 09284792 |
|                                         | Mietvilla mit Einfriedung in Ecklage                                              | Dresdner Straße 25 (Karte)          | um 1890 (Mietvilla) | historisierender Putzbau mit Naturstein- und Klinkergliederung und sparsamer Dekoration, mit Erker, Veranda und Balkon, baugeschichtlich und stadtentwicklungsgeschichtlich von Bedeutung. | 09284796 |
|                                         | Mietvilla in Ecklage                                                              | Dresdner Straße 27 (Karte)          | um 1895 (Mietvilla) | repräsentativer Mietvillenbau mit Putzfassade, belebt durch Zierfachwerk und Klinkerbereiche, Lage durch Eckerker und Turmaufbau betont, baugeschichtlich und stadtentwicklungsgeschichtlich von Bedeutung. | 09284756 |
|                                         | Mietvilla                                                                         | Dresdner Straße 29 (Karte)          | um 1895 (Mietvilla) | schlichter Putzbau der Jahrhundertwende mit historisierenden Elementen, Natursteingliederung, Ansicht geprägt von verglasten Holzloggien, baugeschichtlich und stadtentwicklungsgeschichtlich von Bedeutung. | 09284754 |
|                                         | Wohnhaus                                                                          | Dresdner Straße 30 (Karte)          | um 1870 (Wohnhaus) | ländliches Fachwerkhaus vom Anfang des 19. Jh., mittlerweile mit einem Anbau und Fledermausgaupen versehen, baugeschichtlich von Bedeutung. | 09284757 |
|                                         | Villa mit Einfriedung                                                             | Dresdner Straße 31 (Karte)          | um 1905 (Villa) | Bau mit Elementen der Reformstilarchitektur um 1910, Putzfassade, Ansicht dominiert von mächtigem Dach und wuchtigen Erkern, baugeschichtlich und stadtentwicklungsgeschichtlich von Bedeutung. | 09284752 |
|                                         | Mietvilla mit Einfriedung                                                         | Dresdner Straße 32 (Karte)          | um 1895 (Mietvilla) | schlichter, zeittypischer Putzbau mit historisierenden Elementen, Natursteingliederung und sparsamer Dekoration, baugeschichtlich und stadtentwicklungsgeschichtlich von Bedeutung. | 09284755 |
|                                         | Villa mit Einfriedung                                                             | Dresdner Straße 33 (Karte)          | um 1895 (Villa) | kleiner, stark historisierender Putzbau der Jahrhundertwende, geprägt von Mittelrisalit mit Attikazone, baugeschichtlich und stadtentwicklungsgeschichtlich von Bedeutung. | 09284751 |
|                                         | Lindenhof                                                                         | Dresdner Straße 36 (Karte)          | 1901 (Gaststätte) | Kurhaus (ehem.); repräsentatives, ortsbildprägendes Gebäude von 1901 mit Jugendstilanklängen, geprägt von Turmaufbau und Zierfachwerk, baugeschichtlich und stadtentwicklungsgeschichtlich sowie ortsgeschichtlich von Bedeutung. Gaststättengebäude, ursprünglich Kurbad, im Ersten Weltkrieg als Lazarett, von 1918 bis 1920 Wirkungsstätte des Dramatikers und Arztes Friedrich Wolf, heute auch als Hotel genutzt | 09284750 |
|                                         | Villa mit Einfriedung                                                             | Dresdner Straße 37 (Karte)          | um 1905 (Villa) | zeittypischer Villenbau mit Putzfassade, Reformstilanklänge, geprägt vom dominierenden Mansardwalmdach, baugeschichtlich und stadtentwicklungsgeschichtlich von Bedeutung. | 09284748 |
|                                         | Mietvilla mit Einfriedung                                                         | Dresdner Straße 39 (Karte)          | um 1895 (Mietvilla) | zeittypischer Villenbau mit Putz-Klinkerfassade, historisierende Elemente, Jugendstilanklänge, Zierfachwerk, baugeschichtlich und stadtentwicklungsgeschichtlich von Bedeutung. | 09284747 |
|                                         | Villa                                                                             | Dresdner Straße 40 (Karte)          | 1898 (Villa) | malerischer Wohnbau um 1900, dominiert von Turmanbau und Zierfachwerk, stilistisch zwischen Historismus und Jugendstil, letzterer durch geschwungene Formen präsent, gestalterisch auffällig, baugeschichtlich und künstlerisch von Bedeutung. | 09284749 |
|                                         | Forsthaus Langebrück                                                              | Forststraße 6 (Karte)               | 18. Jh. (Forsthof), 18. Jh. (Wohnhaus), 1780–1782 Forstwirtschaftsgebäude, bezeichnet 1831 (Tränke)                                    | Forsthof mit drei Gebäudeteilen, Wohnhaus, zwei Wirtschaftsgebäude, Pferdetränke, Reiterstein und Einfriedungsmauer, einst als Unterkunftsräume für kurfürstliche Jagdgesellschaften, später als Königliches Forstamt genutzt; einer der ältesten forstlichen Amtssitze in Sachsen, heute Sitz der Revierförsterei Langebrück. Wohnhaus im Obergeschoss Fachwerk verbrettert und mit Krüppelwalmdach, dazu steinerne Pferdetränke (bezeichnet 1831), Reiterstein (Aufstiegshilfe für Reiter) und Hofmauer, Reiterstein eines der wenigen erhaltenen Beispiele, baugeschichtlich und regionalgeschichtlich von Bedeutung.                                | 09284805 |
|                                         | Mietvilla mit Einfriedung                                                         | Friedrich-Wolf-Straße 1 (Karte)     | um 1895 (Mietvilla) | historisierender, zeittypischer Mietvillenbau mit Putzfassade und Natursteingliederung, Mittelrisalit mit Schwebegiebel, baugeschichtlich und stadtentwicklungsgeschichtlich von Bedeutung. | 09284759 |
|                                         | Mietvilla mit Einfriedungspfeilern                                                | Friedrich-Wolf-Straße 2 (Karte)     | um 1895 (Mietvilla) | zeittypischer landhausartiger Mietvillenbau mit Putzfassade und Zierfachwerk, verglasten Holzloggien, Schwebegiebel, Erker, baugeschichtlich und stadtentwicklungsgeschichtlich von Bedeutung. | 09284758 |
|                                         | Villa mit Einfriedung                                                             | Friedrich-Wolf-Straße 3 (Karte)     | um 1905 (Villa) | repräsentativer Villenbau um 1905 mit Putzfassade, sparsames Dekor mit Jugendstilanklängen, baugeschichtlich und stadtentwicklungsgeschichtlich von Bedeutung. | 09284760 |
|                                         | Mietvilla mit Einfriedung                                                         | Friedrich-Wolf-Straße 4 (Karte)     | um 1895 (Mietvilla) | zeittypischer Mietvillenbau mit Putzfassade, geprägt von hölzernen Anbauten und dekorativen Verbretterungen, baugeschichtlich und stadtentwicklungsgeschichtlich von Bedeutung. | 09284761 |
|                                         | Mietvilla mit Einfriedung                                                         | Friedrich-Wolf-Straße 6 (Karte)     | um 1895 (Mietvilla) | repräsentativer Villenbau, Historismus- und Jugendstilelemente, Putzfassade und Klinkerpartieren, aufwendige verglaste Holzloggien, baugeschichtlich und stadtentwicklungsgeschichtlich von Bedeutung. | 09284762 |
|                                         | Wohnhaus                                                                          | Gerhart-Hauptmann-Straße 2 (Karte)  | um 1890 (Wohnhaus) | zeittypischer Putzbau, Anklänge an Schweizerhausstil, Schwebegiebel, baugeschichtlich und stadtentwicklungsgeschichtlich von Bedeutung. | 09284723 |
|                                         | Wohnhaus mit Einfriedung                                                          | Goethestraße 15 (Karte)             | um 1930 (Wohnhaus) | Holzhaus, einst wohl Sommerhaus, hauptsächlich mit roter Verkleidung, mehrere verschieferte oder verbretterte Spitzgiebel, baugeschichtlich und stadtentwicklungsgeschichtlich von Bedeutung. | 09284673 |
|                                         | Stützmauer                                                                        | Hauptstraße (Karte)                 | 19. Jh. (Stützmauer) | Mauer aus Bruchstein, teilweise verputzt, entlang der Hauptstraße Nummer 17–29, als Zeugnis und Hinweis auf die angrenzenden Höfe des ehemaligen Waldhufendorfes und damit auf die bäuerliche Vergangenheit Langebrücks ortsgeschichtlich bedeutend. | 09284822 |
|                                         | Duellstein                                                                        | Hauptstraße (Karte)                 | bezeichnet 1834 (Gedenkstein) | Gedenkstein; Granit mit Inschriften, erinnert an Leutnant Otto Bernhard Julius Koehler, an dieser Stelle bei einem Duell getötet, ortsgeschichtlich und personengeschichtlich bedeutend. Duellstein an der Flurgrenze zu Grünberg und Schönborn, zum Gedenken an ein Duell vom 25. Juni 1834 zwischen Oberleutnant Alexander Liskow und Leutnant Otto Julius Köhler, der dabei verstarb und dessen Hinterbliebene den inzwischen sanierten Granitwürfel errichten ließen. | 09284898 |
|                                         | Gasthof Kröger (ehem.); Filmschau (später)                                        | Hauptstraße 4 (Karte)               | Ende 19. Jh. (Gasthof) | Gasthof (ehem.) mit Saalanbau; jetzt Bürgerhaus, schlichter, zeittypischer Putzbau, baugeschichtlich und ortsgeschichtlich von Bedeutung. | 09284700 |
|                                         | Mietshaus in offener Bebauung und Ecklage, mit Einfriedung                        | Hauptstraße 14 (Karte)              | um 1890 (Mietshaus) | historisierender Mietshausbau mit Klinkerfassade und verputztem Erdgeschoss mit Putznutung, Mansarddach, betonte Ecklage mit Laden, Einfriedung Klinkermauer und schmiedeeisernes Tor, baugeschichtlich und stadtentwicklungsgeschichtlich von Bedeutung. | 09284820 |
|                                         | Hofmauer und Hofeinfahrt eines Bauernhofes                                        | Hauptstraße 17 (Karte)              | 19. Jh. (Einfriedung) | Toreinfahrt mit drei Granitpfeilern, Hofmauer in Bruchstein, Mauer von der Straße zurückgesetzt, als Zeugnis und Hinweis auf den angrenzenden Hof des ehemaligen Waldhufendorfes und damit auf die bäuerliche Vergangenheit Langebrücks ortsgeschichtlich bedeutend. | 09284821 |
|                                         | Wohnstallhaus, Einfriedungsmauer und Toranlage eines Zweiseithofes                | Hauptstraße 19 (Karte)              | Ende 18. Jh. (Wohnstallhaus) | Fachwerkhaus als Zeugnis ländlicher Architektur und Volksbauweise seiner Zeit baugeschichtlich bedeutend. | 09284823 |
|                                         | Wohnstallhaus, Scheune und Schuppen eines Zweiseithofes                           | Hauptstraße 21 (Karte)              | Anfang 19. Jh. (Zweiseithof) | Wohnstallhaus im Obergeschoss Fachwerk, aufgebrettert, als Zeugnis ländlicher Architektur und Volksbauweise seiner Zeit baugeschichtlich bedeutend. | 09284824 |
|                                         | Wohnhaus mit Scheune                                                              | Hauptstraße 22 (Karte)              | um 1850 (Wohnhaus) | ländliches Wohnhaus mit Scheune im Winkel, Putzfassade mit Natursteingewänden, im Obergeschoss zum Hof hin Fachwerk, verbrettert, als Zeugnis ländlicher Architektur und Volksbauweise seiner Zeit baugeschichtlich bedeutend. | 09284862 |
|                                         | Wohnstallhaus                                                                     | Hauptstraße 24 (Karte)              | 1. Hälfte 19. Jh. (Wohnstallhaus) | Obergeschoss Fachwerk, als Zeugnis ländlicher Architektur und Volksbauweise seiner Zeit baugeschichtlich bedeutend. | 09284863 |
|                                         | Wohnstallhaus eines ehemaligen Zweiseithofes                                      | Hauptstraße 25 (Karte)              | 1. Hälfte 19. Jh. (Wohnstallhaus) | Obergeschoss Fachwerk, verputzt, als Zeugnis ländlicher Architektur und Volksbauweise seiner Zeit baugeschichtlich bedeutend. | 09284825 |
|                                         | Wohnstallhaus                                                                     | Hauptstraße 30 (Karte)              | bezeichnet 1857 Dendro (Wohnstallhaus)                                                                                                 | Gebäude verputzt mit Natursteingewänden und mit Fachwerkgiebel, als Zeugnis ländlicher Architektur und Volksbauweise seiner Zeit baugeschichtlich bedeutend. | 09284826 |
|                                         | Wohnstallhaus                                                                     | Hauptstraße 31 (Karte)              | 1. Hälfte 19. Jh. (Wohnstallhaus) | Obergeschoss Fachwerk, als Zeugnis ländlicher Architektur und Volksbauweise seiner Zeit baugeschichtlich bedeutend. | 09284827 |
|                                         | Wohnstallhaus                                                                     | Hauptstraße 32 (Karte)              | bezeichnet 1857 (Wohnstallhaus) | Obergeschoß teilweise Fachwerk, verputzt, mit bezeichnetem Türsturz, als Zeugnis ländlicher Architektur und Volksbauweise seiner Zeit baugeschichtlich bedeutend. | 09284818 |
|                                         | Wohnstallhaus                                                                     | Hauptstraße 36 (Karte)              | um 1850 (Wohnstallhaus) | Obergeschoss verkleidetes Fachwerk, als Zeugnis ländlicher Architektur und Volksbauweise seiner Zeit baugeschichtlich bedeutend. | 09284828 |
|                                         | Wegestein                                                                         | Hauptstraße 44 (gegenüber) (Karte)  | 2. Hälfte 19. Jh. (Wegestein) | Stele mit gestaltetem Abschluss und Inschriftfeld, Wegweiser u. a. nach Klotzsche und Grünberg, ortsgeschichtlich und verkehrsgeschichtlich bedeutend. | 09306267 |
|                                         | Wohnstallhaus, Scheune, angebauter Holzschuppen und Milchkeller                   | Hauptstraße 47 (Karte)              | bezeichnet 1857 (Wohnstallhaus) | Wohnstallhaus, Scheune, angebauter Holzschuppen, Hofmauer und Milchkeller an der Straße eines Zweiseithofes; Gebäude verputzt, Scheune mit Holzverschalung und kleinen Fenstern, Milchkeller authentisch erhalten und wohl einer der letzten Keller seiner Art auf dem Stadtgebiet von Dresden, verputzte Hofmauer mit Ziegelrollschicht, als Zeugnis ländlicher Architektur und Volksbauweise und der bäuerlichen Vergangenheit Langebrücks baugeschichtlich und ortsgeschichtlich von Bedeutung. | 09284829 |
|                                         | Wohnhaus                                                                          | Hauptstraße 48 (Karte)              | 18. Jh. (Wohnhaus) | in den Hang gebautes, verputztes Gebäude, mit Anbau im Winkel, baugeschichtlich bedeutend | 09284852 |
|                                         | Wohnhaus eines ehem. Vierseithofes                                                | Hauptstraße 49 (Karte)              | um 1880 (Wohnhaus) | wohl ehem. Erbgericht, diente auch als Gasthof und Tanzsaal, markanter Bau der Gründerzeit mit Putzfassade, Natursteinsockel und Giebeldreieck zur Straße, Fenster im Erdgeschoss mit Rundbögen, baugeschichtlich bedeutend. | 09284830 |
|                                         | Teichmühle                                                                        | Hauptstraße 50; 50a (Karte)         | bez. 1804 (Mühle) | Wohnhaus, Seitengebäude im Winkel, Holzscheune und Hofmauer; Standort der ehemaligen Teichmühle aus dem 16. Jh., Neubau bezeichnet im Türsturz und Umbau zum Wohnhaus, Scheune mit Anbau im Winkel, ortsgeschichtlich von Bedeutung und als Zeugnis ländlicher Architektur und Volksbauweise seiner Zeit baugeschichtlich bedeutend. | 09284835 |
|                                         | Hofmauer und Hofeinfahrt                                                          | Hauptstraße 59 (Karte)              | 19. Jh. (Einfriedung) | Mauer aus verputztem Bruchstein, Einfahrt aus drei Sandsteinpfeiler, als Zeugnis und Hinweis auf einen der großen Höfe des ehemaligen Waldhufendorfes und damit auf die bäuerliche Vergangenheit Langebrücks ortsgeschichtlich bedeutend. | 09284831 |
|                                         | Wohnhaus in offener Bebauung                                                      | Hauptstraße 59b (Karte)             | um 1880 (Wohnhaus) | ländliches Wohnhaus der Gründerzeit mit schlichter Putzfassade und Satteldach, geprägt von Zwerchhaus und sparsamer Klinkergliederung, baugeschichtlich bedeutend. | 09284832 |
|                                         | Wohnhaus mit Stallanbau und Scheune im Winkel, Hofmauer und Hofeinfahrt           | Hauptstraße 61 (Karte)              | bezeichnet 1878 (Bauernhaus) | Wohnhaus als markantes Gebäude der Gründerzeit mit Putzfassade Sandsteingewänden, Türsturz bezeichnet, Scheune holzverschalt mit kleinen Fenstern, Hofmauer aus Bruchstein mit Rollschicht, Einfahrt besteht aus drei Granitpfeiler, als Zeugnis ländlicher Architektur und Volksbauweise seiner Zeit baugeschichtlich bedeutend. | 09284833 |
|                                         | Wohnstallhaus                                                                     | Hauptstraße 62 (Karte)              | um 1800 (Wohnstallhaus) | massiver Putzbau, baugeschichtlich relevant | 09284838 |
|                                         | Hofmauer und Hofeinfahrt                                                          | Hauptstraße 73 (Karte)              | 19. Jh. (Bauernhofsbestandteil) | Mauer verputzt, als Zeugnis und Hinweis auf einen der großen und ältesten Höfe des einstigen Waldhufendorfes und damit auf die bäuerliche Vergangenheit Langebrücks ortsgeschichtlich bedeutend. | 09284837 |
|                                         | Herltsche Villa                                                                   | Herltstraße 2 (Karte)               | um 1910 (Villa) | Villa mit Garten, Gewächshaus, hölzernem Gartenpavillon, Steinkreuz, Privatstraße (Herltstraße), Koniferenschule und Einfriedung (Gartendenkmal Herltscher Dendrologischer Garten); repräsentative, landhausartige Villa um 1910, markantes Beispiel der Reformarchitektur, stilistisch vergleichbar mit Bauten Riemerschmids, Koniferenschule von Belang für Ortsgeschichte, Villa baugeschichtlich von Bedeutung. Villa von Kurt Herlt bewohnt, der für die Ausgestaltung örtlicher Villengärten und Parkanlagen verantwortlich war. | 09284785 |
|                                         | Villa Antonie                                                                     | Höntzschstraße 8 (Karte)            | um 1908 (Villa) | Villa mit Einfriedung; zeittypischer Putzbau, historisierend und mit Elementen der Reformarchitektur um 1910, mit sparsamer, feiner Putzdekoration, baugeschichtlich und stadtentwicklungsgeschichtlich von Bedeutung. | 09284770 |
|                                         | Mietvilla mit Einfriedung                                                         | Höntzschstraße 10 (Karte)           | um 1905 (Mietvilla) | Putzbau um 1910 mit feiner Putzdekoration, baugeschichtlich und stadtentwicklungsgeschichtlich von Bedeutung. | 09284771 |
|                                         | Villa mit Teilen der Einfriedung                                                  | Höntzschstraße 11 (Karte)           | 1910er Jahre (Villa) | zeittypischer Putzbau der 1910er Jahre, mit zurückhaltender Putzdekoration, baugeschichtlich und stadtentwicklungsgeschichtlich von Bedeutung. | 09284737 |
|                                         | Mietvilla in Ecklage                                                              | Jakob-Weinheimer-Straße 2 (Karte)   | um 1895 (Mietvilla) | schlichter, gelber Klinkerbau der Jahrhundertwende mit roten Klinkerakzenten, Natursteingliederung und verglasten Holzbalkonen, baugeschichtlich und stadtentwicklungsgeschichtlich von Bedeutung. | 09284746 |
|                                         | Wohnhaus                                                                          | Jakob-Weinheimer-Straße 4 (Karte)   | um 1900 (Wohnhaus) | kleines Wohnhaus der Jahrhundertwende mit Putzfassade und historisierenden Elementen, klinkerverzierter Giebel, baugeschichtlich und stadtentwicklungsgeschichtlich von Bedeutung. | 09284744 |
|                                         | Mietvilla                                                                         | Jakob-Weinheimer-Straße 5 (Karte)   | um 1910 (Mietvilla) | schlichter Mietvillenbau mit Putzfassade, baugeschichtlich und stadtentwicklungsgeschichtlich von Bedeutung. | 09284743 |
|                                         | Mietvilla mit Einfriedung                                                         | Jakob-Weinheimer-Straße 8 (Karte)   | um 1895 (Mietvilla) | zeittypischer Villenbau, Putzfassade mit Natursteingliederung und geprägt von Zierfachwerk mit Jugendstilanklängen, bauzeitliche Ausstattung vorhanden, baugeschichtlich und stadtentwicklungsgeschichtlich von Bedeutung. | 09284742 |
|                                         | Villa in Ecklage mit Teilen der Einfriedung                                       | Jakob-Weinheimer-Straße 9 (Karte)   | um 1895 (Villa) | repräsentativer Putzbau der Jahrhundertwende mit historisierenden Elementen, Lage durch dominierenden Eckturm betont, Holzbalkone und Zierfachwerk, baugeschichtlich und stadtentwicklungsgeschichtlich von Bedeutung. | 09284740 |
|                                         | Villa in Ecklage mit Einfriedung                                                  | Jakob-Weinheimer-Straße 10 (Karte)  | um 1895 (Mietvilla) | kleiner Villenbau der Jahrhundertwende mit Putzfassade und historisierenden Elementen, Natursteingliederung besonders aufwendig im Bereich Mittelrisalit, Holzbalkone und Schwebegiebel, baugeschichtlich und stadtentwicklungsgeschichtlich von Bedeutung. | 09284741 |
|                                         | Mietvilla mit rückwärtiger Gartenlaube                                            | Jakob-Weinheimer-Straße 11 (Karte)  | um 1895 (Mietvilla) | Putzfassade, geprägt von Erkern, Holzbalkonen und verschieferten, variierenden Giebeln, baugeschichtlich und stadtentwicklungsgeschichtlich von Bedeutung. | 09284730 |
|                                         | Villa mit Einfriedung                                                             | Jakob-Weinheimer-Straße 12 (Karte)  | um 1895 (Villa) | repräsentativer Putzbau der Jahrhundertwende mit Jugendstilanklängen, belebt durch Erker und Zierfachwerk, baugeschichtlich und stadtentwicklungsgeschichtlich von Bedeutung. | 09284729 |
|                                         | Villa mit Einfriedung und Eingangsbogen                                           | Jakob-Weinheimer-Straße 14 (Karte)  | um 1895 (Villa) | malerischer Putzbau der Jahrhundertwende mit Jugendstilanklängen, belebt durch variierende Erker und Zierfachwerk, baugeschichtlich und stadtentwicklungsgeschichtlich von Bedeutung. | 09284731 |
|                                         | Villa mit Einfriedung                                                             | Jakob-Weinheimer-Straße 15 (Karte)  | um 1895 (Villa) | historisierender Putzbau der Jahrhundertwende, geprägt von Turmanbau, auf der Rückseite verglaste Holzloggien, baugeschichtlich und stadtentwicklungsgeschichtlich von Bedeutung. | 09284733 |
|                                         | Mietvilla mit Einfriedung                                                         | Jakob-Weinheimer-Straße 16 (Karte)  | um 1895 (Villa) | schlichter Mietvillenbau mit Putzfassade, Heimatstil mit Jugendstilelementen, belebt durch Zierfachwerk und verglaste Holzloggien, baugeschichtlich und stadtentwicklungsgeschichtlich von Bedeutung. | 09284732 |
|                                         | Villa                                                                             | Jakob-Weinheimer-Straße 18 (Karte)  | um 1900 (Villa) | prächtiger Villenbau mit aufwendigem Reliefschmuck im Jugendstil, Zierfachwerk und verglaste Holzloggien, baugeschichtlich und stadtentwicklungsgeschichtlich von Bedeutung. | 09284734 |
|                                         | Villa in Ecklage                                                                  | Jakob-Weinheimer-Straße 19 (Karte)  | um 1905 (Villa) | charakteristischer Villenbau im Reformstil, Putzbau geprägt von hohem Mansarddach und Giebeln, verschiedene Erker, baugeschichtlich und stadtentwicklungsgeschichtlich von Bedeutung. | 09284735 |
|                                         | Villa mit Gartenlaube und Einfriedung                                             | Jakob-Weinheimer-Straße 20 (Karte)  | um 1895 (Villa) | repräsentativer Putzbau der Jahrhundertwende geprägt von Zierfachwerk, Erker und verglaste Holzloggien, baugeschichtlich und stadtentwicklungsgeschichtlich von Bedeutung. | 09284736 |
|                                         | Wohnhaus in offener Bebauung mit Einfriedung und Gedenktafel                      | Jakob-Weinheimer-Straße 21 (Karte)  | um 1918 (Wohnhaus) | giebelständiger Putzbau mit Satteldach um 1918, belebt durch Holzklappläden, zeitweilige Wohnstätte von Friedrich Wolf, Gedenktafel in Einfriedung eingelassen an der Ecke zur Albert-Richter-Straße, personengeschichtlich, baugeschichtlich und stadtentwicklungsgeschichtlich von Bedeutung. | 09284739 |
|                                         | Riedel-Villa                                                                      | Jakob-Weinheimer-Straße 22 (Karte)  | um 1925 (Villa) | Villa mit Bauplastik, Pergola und Einfriedung; stark gestaffelter Putzbau im traditionalistischen Stil mit Reformstilelementen, geprägt von hohen Dächern und Giebeln, sparsame Art-Déco-Ornamentik, diverse Anbauten, ehemalige Villa des Schokoladenfabrikanten Riedel, später Altenheim, baugeschichtlich und stadtentwicklungsgeschichtlich von Bedeutung. Villa des Schokoladenfabrikanten Riedel mit Figuren auf Balustrade, Pergola und Einfriedung, diente ab 1959 als Feierabendheim. | 09284738 |
|                                         | Hof- und Stützmauer                                                               | Kirchstraße (Karte)                 | 19. Jh. (Stützmauer) | Mauer aus Bruchstein, als Zeugnis und Hinweis auf die angrenzenden Höfe des einstigen Waldhufendorfes und damit auf die bäuerliche Vergangenheit Langebrücks baugeschichtlich bedeutend. | 09284847 |
|                                         | Hofmauer                                                                          | Kirchstraße 14 (vor) (Karte)        | 19. Jh. (Stützmauer) | Mauer aus verputztem Bruchstein, als Zeugnis und Hinweis auf den angrenzenden Hof des einstigen Waldhufendorfes und damit auf die bäuerliche Vergangenheit Langebrücks ortsgeschichtlich bedeutend. | 09284860 |
|                                         | Wohnstallhaus, Scheune und weiteres Wohnhaus eines Dreiseithofes                  | Kirchstraße 16 (Karte)              | um 1850 (Wohnstallhaus) | Wohnstallhaus mit Fachwerkobergeschoss, Wohnhaus verputzt mit Natursteingewänden, Anlage als Zeugnis ländlicher Architektur und Volksbauweise ihrer Zeit baugeschichtlich bedeutend. | 09284859 |
|                                         | Wohnstallhaus, Scheune und Reste der Hofmauer und Hofeinfahrt eines Zweiseithofes | Kirchstraße 26 (Karte)              | bezeichnet 1857 (Wohnstallhaus) | Gebäude zeittypische Putzbauten, als Zeugnis ländlicher Architektur seiner Zeit baugeschichtlich bedeutend. | 09284641 |
|                                         | Wohnstallhaus, Scheune und Holzschuppen eines Bauernhofes                         | Kirchstraße 27 (Karte)              | 1. Hälfte 19. Jh. (Wohnstallhaus) | Gebäude verputzt mit Natursteingewänden, als Zeugnis ländlicher Architektur und Volksbauweise seiner Zeit baugeschichtlich bedeutend. | 09284842 |
|                                         | Wohnstallhaus, Scheune, Reste der Hofmauer und Hofeinfahrt eines Zweiseithofes    | Kirchstraße 30 (Karte)              | bezeichnet 1857 (Wohnstallhaus) | Gebäude verputzt mit Natursteingewänden, als Zeugnis ländlicher Architektur und Volksbauweise seiner Zeit baugeschichtlich bedeutend. | 09284857 |
|                                         | Ehemaliges Spritzenhaus und Gefängnis                                             | Kirchstraße 32 (vor) (Karte)        | 18. Jh. (Spritzenhaus) | kleiner Bruchsteinbau, ortsgeschichtlich von Bedeutung | 09284856 |
|                                         | Wohnstallhaus                                                                     | Kirchstraße 40 (Karte)              | um 1850 (Wohnstallhaus) | Gebäude verputzt, als Zeugnis ländlicher Architektur und Volksbauweise seiner Zeit baugeschichtlich bedeutend | 09284855 |
| Weitere Bilder                          | Sachgesamtheit Friedhof Langebrück mit mehreren Einzeldenkmalen                   | Kirchstraße 44 (bei) (Karte)        | 1278-1298 (Gründungsjahr) | Sachgesamtheit Friedhof Langebrück mit folgenden Einzeldenkmalen: Friedhofskapelle, denkmalwerte Grabstätten, Einfriedungsmauer und Zaunsanlagen einschließlich Friedhofstor (Einzeldenkmalliste ID-Nr. 09301763), Kirche mit Ausstattung (Einzeldenkmalliste ID-Nr. 09284853), dazu die Friedhofsgestaltung (Gartendenkmal) mit Lindenallee; Friedhof in seiner gewachsenen funktionellen und gestalterischen Einheit mit gliederndem Wegesystem, struktur- und raumbildender Alleenbepflanzung und Blickbeziehungen aus der Lindenallee in die umliegende Landschaft, baugeschichtlich, gartenkünstlerisch und ortsgeschichtlich bedeutend.           | 09303956 |
| Weitere Bilder                          | Langebrücker Kirche (Einzeldenkmal zu ID-Nr. 09303956)                            | Kirchstraße 44 (Karte)              | um 1280 (Kirche), bezeichnet 1575, in Wetterfahne (Kirche), 1350 (Friedensglocke), 3. Drittel 17. Jh. (Teile des Altars), 1929 (Orgel) | Einzeldenkmal der Sachgesamtheit Friedhof Langebrück: Kirche mit Ausstattung; rechteckiger Saalbau mit Chor, Sakristei, Dachreiter, westlicher Vorhalle und Glockenturm im Osten, Zeugnis ländlicher Kirchenbaukunst, baugeschichtlich und künstlerisch bedeutend, zudem von Belang für das Ortsbild von Langebrück. Evangelisch-lutherische Kirche und Friedhof mit Grabmalen, Wandgräbern und Friedhofskapelle, Vorgängerbau aus dem 11. Jahrhundert, heute mit moderner Innenraumgestaltung und Jehmlich-Orgel | 09284853 |
| Weitere Bilder                          | Friedhofskapelle, denkmalwerte Grabstätten (Einzeldenkmale zu ID-Nr. 09303956)    | Kirchstraße 44 (bei) (Karte)        | 1892 (Toranlage) | Einzeldenkmale der Sachgesamtheit Friedhof Langebrück: Friedhofskapelle, denkmalwerte Grabstätten sowie Einfriedungsmauer und Zaunsanlagen einschließlich Friedhofstor; baugeschichtlich, gartenkünstlerisch und ortsgeschichtlich bedeutend. | 09301763 |
|                                         | Pfarrhof mit Wohnhaus, Scheune und Hof- bzw. Stützmauer                           | Kirchstraße 46 (Karte)              | um 1850 (Pfarrhaus) | Wohnhaus mit holzverschaltem Fachwerkobergeschoss und Giebeln, Pfarrhof als Zeugnis ländlicher Architektur und Volksbauweise seiner Zeit baugeschichtlich und ortsgeschichtlich bedeutend, Wohnhaus ortsbildprägend. | 09284851 |
|                                         | Alte Schule                                                                       | Kirchstraße 48 (Karte)              | bezeichnet 1875 (Schule) | historisierender Gründerzeitbau mit Putzfassade und Natursteingliederung, baugeschichtlich und ortsgeschichtlich von Bedeutung. | 09284850 |
|                                         | Neue Schule                                                                       | Kirchstraße 50 (Karte)              | bezeichnet 1897 (Schule) | Schulgebäude; repräsentativer, historisierender Bau vom Ende des 19. Jh. mit Putzfassade und Natursteingliederung, baugeschichtlich und ortsgeschichtlich von Bedeutung. | 09284849 |
|                                         | Bauernhaus mit Schuppen                                                           | Kirchstraße 58 (Karte)              | bezeichnet 1796 (Bauernhaus) | Gebäude mit verbrettertem Fachwerkobergeschoss, als Zeugnis ländlicher Architektur und Volksbauweise seiner Zeit baugeschichtlich bedeutend. | 09284848 |
|                                         | Wohnstallhaus, Seitengebäude und Scheune eines Dreiseithofes                      | Kirchstraße 62; 62a (Karte)         | um 1850 (Wohnstallhaus) | Wohnstallhaus mit Fachwerkobergeschoss, Scheune massiv Bruchstein, Hof als Zeugnis ländlicher Architektur und Volksbauweise seiner Zeit baugeschichtlich bedeutend. | 09284846 |
|                                         | Wohnstallhaus mit Anbau im Winkel                                                 | Kirchstraße 64 (Karte)              | 1. Hälfte 19. Jh. (Wohnstallhaus) | Wohnhaus mit verschaltem Fachwerkobergeschoss, Holzscheune, als Zeugnis ländlicher Architektur und Volksbauweise seiner Zeit baugeschichtlich bedeutend. | 09284845 |
|                                         | Hofmauer                                                                          | Kirchstraße 68 (Karte)              | | Einfriedungsmauer aus teilweise verputztem Bruchstein, als Zeugnis und Hinweis auf den angrenzenden Hof des einstigen Waldhufendorfes und damit auf die bäuerliche Vergangenheit Langebrücks ortsgeschichtlich bedeutend. | 09284843 |
|                                         | Wohnhaus, Seitengebäude, Gartenhaus und rückwärtige Stützmauer                    | Kirchstraße 70 (Karte)              | Anfang 19. Jh. (Bauernhaus) | Hof als Zeugnis ländlicher Architektur und Volksbauweise seiner Zeit baugeschichtlich bedeutend. | 09284844 |
|                                         | Hofmauer (Bruchstein)                                                             | Kirchstraße 74 (Karte)              | 19. Jh. (Einfriedung) | als Zeugnis und Hinweis auf die angrenzenden Höfe des einstigen Waldhufendorfes und damit auf die bäuerliche Vergangenheit Langebrücks ortsgeschichtlich von Bedeutung. | 09284841 |
|                                         | Wohnstallhaus und Scheune eines Bauernhofes                                       | Liegauer Straße 5 (Karte)           | 2. Hälfte 19. Jh. (Wohnstallhaus) | Gebäude mit Putzfassaden, Scheune mit zwei großen Toren, Bauernhof als Zeugnis ländlicher Architektur und Volksbauweise seiner Zeit baugeschichtlich bedeutend. | 09284696 |
|                                         | Wohnhaus in offener Bebauung mit Stützmauer                                       | Liegauer Straße 7 (Karte)           | um 1900 (Wohnhaus) | Wohnhaus von Hermann Theodor Seelig (1850–1904), historisierendes Gebäude mit repräsentativer Putzfassade, Ansicht geprägt von Turmanbau und Stufengiebel, Stützmauer Bruchstein, personengeschichtlich, baugeschichtlich und stadtentwicklungsgeschichtlich bedeutend. | 09284695 |
|                                         | Wohnhaus in offener Bebauung                                                      | Liegauer Straße 15 (Karte)          | um 1900 (Wohnhaus) | historisierendes Gebäude mit Mansarddach und Putzfassade, hölzerne Balkone nicht dem bauzeitlichen Zustand entsprechend erneuert, baugeschichtlich und stadtentwicklungsgeschichtlich bedeutend. | 09284697 |
|                                         | Wohnhaus in offener Bebauung                                                      | Liegauer Straße 17 (Karte)          | um 1900 (Wohnhaus) | zeittypisches Gebäude mit schlichter Putzfassade, geprägt durch Seitenrisalit und Schwebegiebel, baugeschichtlich und stadtentwicklungsgeschichtlich bedeutend. | 09284698 |
|                                         | Mietvilla mit Einfriedung                                                         | Moritzstraße 2 (Karte)              | um 1875 (Mietvilla) | historisierendes Gebäude mit gegliederter Putzfassade, belebt durch Veranda und Altan, baugeschichtlich und stadtentwicklungsgeschichtlich bedeutend. | 09284813 |
|                                         | Mietvilla mit hölzernem Gartenpavillon und Einfriedung                            | Moritzstraße 4 (Karte)              | um 1885 (Mietvilla) | historisierendes Gebäude mit Putzfassade und verbretterten Giebeln, Ansicht geprägt von verglasten Holzbalkonen, baugeschichtlich und stadtentwicklungsgeschichtlich bedeutend. | 09284815 |
|                                         | Villa                                                                             | Moritzstraße 5 (Karte)              | um 1880 (Villa) | kleines, historisierendes Gebäude der Gründerzeit mit Putzfassade, sparsame Akzente durch roter Klinkergliederung, dominierender Giebel mit Akroterien, baugeschichtlich und stadtentwicklungsgeschichtlich bedeutend. | 09284812 |
|                                         | Mietvilla mit Hofgebäude und Einfriedung                                          | Moritzstraße 6 (Karte)              | 1880er Jahre (Mietvilla) | kleines, malerisches Gebäude mit Putzfassade und sparsamen Dekor, geprägt von Veranda mit farbigen Bleiglasfenstern und verziertem Holzbalkon, baugeschichtlich und stadtentwicklungsgeschichtlich bedeutend. | 09284817 |
|                                         | Mietshaus in offener Bebauung und Ecklage, mit Einfriedung                        | Moritzstraße 8 (Karte)              | um 1895 (Mietshaus) | historisierendes, zeittypisches Gebäude mit Putzfassade und Betonung der Ecklage durch turmartige Überhöhung, seitlich verglaste Holzloggien, baugeschichtlich und stadtentwicklungsgeschichtlich bedeutend. | 09284782 |
|                                         | Mietvilla                                                                         | Moritzstraße 11 (Karte)             | um 1880 (Mietvilla) | zeittypisches Gebäude mit schlichter Putzfassade und historisierender Natursteingliederung, geprägt durch verglaste Holzloggien und großen Dachüberstand, baugeschichtlich und stadtentwicklungsgeschichtlich bedeutend. | 09284816 |
|                                         | Villa mit parkähnlichem Garten, hölzernem Pavillon und Resten der Einfriedung     | Moritzstraße 21 (Karte)             | 1900 (Villa) | herrschaftlicher frei stehender, historisierender Bau, Grundstück großzügig gestaltet, vier Sandsteinsäulen des Eingangsbereichs erhalten, baugeschichtlich und ortsgeschichtlich sowie künstlerisch bedeutend. | 09284719 |
|                                         | Villa mit Garage und Einfriedung                                                  | Nicodéstraße 1 (Karte)              | um 1920 (Villa) | zeittypisches Gebäude der 1920er Jahre mit Putzfassade, traditionalistische Gestaltung mit zurückhaltendem Dekor und belebt durch Holzklappläden und Erker, Mittelrisalitfenster mit rautenförmiger Fenstersprossierung, baugeschichtlich und stadtentwicklungsgeschichtlich bedeutend. | 09284763 |
|                                         | Villa mit Garage und Einfriedung                                                  | Nicodéstraße 2 (Karte)              | um 1912 (Villa) | zeittypisches, stark gestaffeltes Gebäude um 1910 mit schlichter Putzfassade, verschiedene Erker, baugeschichtlich und stadtentwicklungsgeschichtlich bedeutend. | 09284764 |
|                                         | Villa mit Garage und Einfriedung                                                  | Nicodéstraße 4 (Karte)              | um 1908 (Villa) | schlichter Putzbau um 1910 mit qualitätvoller Fassade und zurückhaltendem Dekor, dominierender zugewandter Anbau mit Rundbogenfenstern, baugeschichtlich und stadtentwicklungsgeschichtlich bedeutend. | 09284765 |
|                                         | Villa                                                                             | Nicodéstraße 5 (Karte)              | um 1908 (Villa) | charakteristisches Gebäude im Reformstil um 1910 mit schlichter Putzfassade und zurückhaltendem Dekor, geprägt von hohem Mansarddach und Erker, baugeschichtlich und stadtentwicklungsgeschichtlich bedeutend. | 09284766 |
|                                         | Mietvilla mit Einfriedung und Pavillon                                            | Nicodéstraße 9 (Karte)              | um 1895 (Mietvilla), 1907 (Gartenhaus)                                                                                                 | zeittypisches Gebäude vom Ende des 19. Jh. mit schlichter Putzfassade und historisierenden Elementen, baugeschichtlich und stadtentwicklungsgeschichtlich bedeutend. | 09284767 |
|                                         | Mietvilla                                                                         | Nicodéstraße 10 (Karte)             | um 1895 (Mietvilla) | zweistöckiges Gebäude um 1895 mit Putzfassade und Zierfachwerk, Ansicht dominiert von auskragendem Giebel über Holzbalkon, baugeschichtlich und stadtentwicklungsgeschichtlich bedeutend. | 09284727 |
|                                         | Mietvilla in Ecklage                                                              | Nicodéstraße 11 (Karte)             | um 1900 (Mietvilla) | Wohnhaus des Komponisten und Dirigenten Jean Louis Nicodé, zeittypisches Gebäude der Jahrhundertwende mit schmuckloser Putzfassade und Natursteinelementen, baugeschichtlich, personengeschichtlich und stadtentwicklungsgeschichtlich bedeutend. Mietvilla, seit 2003 mit Gedenktafel für den ortsansässigen Komponisten und Dirigenten Jean Louis Nicodé. | 09284768 |
|                                         | Villa mit Einfriedung                                                             | Nicodéstraße 12 (Karte)             | um 1900 (Villa) | repräsentativer Bau der Jahrhundertwende, geprägt von Zierfachwerk, Erkern, verglaste Loggien und variierenden Schwebgiebeln, baugeschichtlich und stadtentwicklungsgeschichtlich bedeutend. | 09284726 |
|                                         | Villa mit Einfriedung in Ecklage                                                  | Nicodéstraße 13 (Karte)             | um 1900 (Villa) | qualitätvoller Putzbau vom Anfang des 20. Jh., geprägt von Turmanbau und Zierfachwerk, mit Jugendstilanklängen, baugeschichtlich und stadtentwicklungsgeschichtlich bedeutend. | 09284728 |
|                                         | Villa in Ecklage mit Hofgebäude und Einfriedung                                   | Nicodéstraße 14 (Karte)             | um 1905 (Villa) | schlichter, stark gestaffelter Putzbau um 1905, geprägt von hohem Mansarddach und diversen Erkern, baugeschichtlich und stadtentwicklungsgeschichtlich bedeutend. | 09284725 |
| Direkt Bild zu diesem Denkmal hochladen | Kelleranlage                                                                      | Radeberger Straße (Karte)           | Ausgang 17. Jh. (Kelleranlagen), 18. Jh. (Kelleranlagen)                                                                               | unter teilweise befestigter Erdaufschüttung, diente offenbar der Aufbewahrung von Vogelwild, ortsgeschichtlich bedeutend. | 09299859 |
|                                         | Wohnhaus in offener Bebauung mit Wirtschaftsgebäude                               | Radeberger Straße 1 (Karte)         | um 1900 (Wohnhaus) | repräsentativer Putzbau der Jahrhundertwende, geprägt von Granitsockel, Zierfachwerk und Erkern, baugeschichtlich und stadtentwicklungsgeschichtlich bedeutend. | 09284706 |
|                                         | Dr. med. Lesovskys Sanatorium (ehem.)                                             | Radeberger Straße 2 (Karte)         | 1897 (Sanatorium) | Ehemaliges Sanatorium; stattliches Heimgebäude vom Ende des 19. Jahrhunderts, Anklänge an Schweizerhausstil, gegliederte Putzfassade mit Natursteinelementen, baugeschichtlich und stadtentwicklungsgeschichtlich bedeutend. Sanatorium zur Behandlung von Herz-, Nerven- und Stoffwechselerkrankungen, Heimgebäude, herrschaftlicher Bau. | 09284707 |
|                                         | Waldhaus I                                                                        | Radeberger Straße 3 (Karte)         | um 1900 (Heim) | Erholungsheim (ehem.), Gartenpavillon und Einfriedung; historisierender Bau der Jahrhundertwende, geprägt von klassischem Mittelrisalit mit Spitzgiebel und Balkon auf kräftigen Konsolen, baugeschichtlich und stadtentwicklungsgeschichtlich bedeutend. | 09284709 |
|                                         | Postgehilfenanstalt; jetzt Seniorenheim Albert Schweitzer                         | Radeberger Straße 4 (Karte)         | 1897 (Schule) | Postgehilfenvorbereitungsanstalt, Anstaltsgebäude; jetzt als Altenheim genutzt, historisierender Bau vom Ende des 19. Jahrhunderts, schlichte, klassische Fassade mit genutetem Putz im Erdgeschoss, Natursteinsockel, Mittelrisalit, baugeschichtlich und stadtentwicklungsgeschichtlich bedeutend. | 09284708 |
|                                         | Villa                                                                             | Radeberger Straße 5 (Karte)         | um 1910 (Villa) | malerischer Bau im Reformstil der Zeit um 1910 in parkähnlichem Grundstück gelegen, geprägt von hohem Mansarddach und verbretterten Giebeln, baugeschichtlich und stadtentwicklungsgeschichtlich bedeutend. | 09284710 |
|                                         | Schmuckplatz                                                                      | Schillerplatz (Karte)               | nach 1900 (Schmuckplatz) | parkähnliche Platzanlage, von städtebaulicher und landschaftsgestaltender Bedeutung | 09284692 |
|                                         | Wohnhaus in offener Bebauung und Ecklage mit Einfriedungs-Stützmauer              | Schillerplatz 1 (Karte)             | bezeichnet 1905 (Wetterfahne) | zeittypischer Bau von 1905 mit schlichter Putzfassade und Natursteinfensterstürzen, baugeschichtlich und stadtentwicklungsgeschichtlich bedeutend. | 09284699 |
|                                         | Mietvilla                                                                         | Schillerstraße 4 (Karte)            | um 1910 (Mietvilla) | charakteristisches Gebäude um 1910 mit schlichter Putzfassade und geometrischem Dekor, dominiert von hohem Mansardwalmdach und Mittelerker, baugeschichtlich und stadtentwicklungsgeschichtlich bedeutend. | 09284688 |
|                                         | Mietvilla mit Einfriedung                                                         | Schillerstraße 5 (Karte)            | um 1905 (Mietvilla) | später als Gemeindeverwaltung genutzt, qualitätvolles Gebäude um 1910 mit schlichter Putzfassade und gliederndem Kacheldekor, belebt durch Giebel, Erker und Veranda, baugeschichtlich und stadtentwicklungsgeschichtlich bedeutend. | 09284689 |
|                                         | Villa Sonnenblick                                                                 | Schillerstraße 6 (Karte)            | um 1908 (Mietvilla) | Mietvilla; schlichtes Gebäude um 1910 mit Putzfassade und zurückhaltendem Dekor, baugeschichtlich und stadtentwicklungsgeschichtlich bedeutend. | 09284687 |
|                                         | Mietvilla; Villa Sonnenblick                                                      | Schillerstraße 9 (Karte)            | nach 1900 (Mietvilla) | malerischer Putzbau um 1910 mit dominierenden, holzverkleideten Giebeln und hohem Mansarddach, in Teilen verändert, baugeschichtlich und stadtentwicklungsgeschichtlich bedeutend. Villa Sonnenblick mit Zaun, Portal, Treppe und straßenseitiger Stützmauer. | 09284686 |
|                                         | Mietvilla mit Einfriedung                                                         | Schillerstraße 11 (Karte)           | nach 1900 (Mietvilla) | charakteristisches Gebäude vom Anfang des 20. Jh., Putzfassade, Zierfachwerk und verglaste Loggien, baugeschichtlich und stadtentwicklungsgeschichtlich bedeutend. | 09284685 |
|                                         | Wohnhaus in offener Bebauung                                                      | Stiehlerstraße 6 (Karte)            | um 1912 (Wohnhaus) | charakteristisches Gebäude um 1912 mit schmuckloser Putzfassade und dominierendem Mansardwalmdach, belebt durch Akzente mit Holzverkleidung, baugeschichtlich und stadtentwicklungsgeschichtlich bedeutend. | 09284679 |
|                                         | Wohnhaus in offener Bebauung                                                      | Stiehlerstraße 17 (Karte)           | um 1900 (Wohnhaus) | mit seinen gestalterischen Details, wie den Ecklisenen und dem markanten Eingangsvorbau, ein exemplarisches Beispiel der Architektur um 1900, von baugeschichtlicher Bedeutung. | 09284677 |
|                                         | Wohnhaus mit Holzeinfriedung                                                      | Stiehlerstraße 18; 18a (Karte)      | um 1890 (Wohnhaus) | Wohnhaus Nummer 18 und Einfriedung vor Nummer 18 und 18a, historisierendes Gebäude um 1890 mit schlichter Putzfassade und Natursteingliederung, baugeschichtlich und stadtentwicklungsgeschichtlich bedeutend. | 09284676 |
|                                         | Wohnhaus                                                                          | Stiehlerstraße 20 (Karte)           | um 1895 (Wohnhaus) | Putzbau mit zeittypischen Anklängen an Schweizerhausstil, geprägt von Schwebgiebeln und Erker, baugeschichtlich relevant. | 09284674 |
| Weitere Bilder                          | Waldbad Germania; Waldbad Langebrück                                              | Stiehlerstraße 23 (Karte)           | 1912 (Freibad) | Freibad mit zwei Becken, Kassenhäuschen, Brücke, Pavillon, Kiosk, Erfrischungshalle, drei langgestreckten Kabinentrakten und zwei Häusern einschließlich komfortabler Umkleidekabinen; weitgehend ursprünglich erhaltenes Beispiel der Badarchitektur des frühen 20. Jahrhunderts, baugeschichtlich und sozialgeschichtlich bedeutend. | 09284675 |
|                                         | Wohnhaus in offener Bebauung und Ecklage                                          | Weißiger Straße 5 (Karte)           | um 1880 (Wohnhaus) | schlichter, historistischer Bau mit Putzfassade und Natursteingliederung, geprägt von Mittelrisalit mit Dreiecksgiebel, baugeschichtlich von Bedeutung. | 09284682 |

Weitere Kulturdenkmale: Kriegerdenkmal Langebrück und Langebrücker Saugarten, siehe unter Liste der Kulturdenkmale in der Dresdner Heide.